# Сокар
Сокар, Секер, Зонкар — древнеегипетский бог плодородия, покровитель мёртвых и некрополей, в особенности древнейшего мемфисского некрополя Саккара. Центр его культа — Мемфис. Эпитет Сокара — «из Ра-Сетау», «из царства мёртвых».
Изображался в виде мумии с головой сокола или соколом, нередко сидящим на холме возле некрополя. В статуях Сокар изображался держащим скипетр и кнут.
Отождествлялся с Птахом (Птах-Сокар), Осирисом (Осирис-Сокар) и считался его душой (ба) и мумией. Впоследствии культ Осириса оттеснил в Мемфисе почитание Сокара. С эпохи Среднего царства известен синкретический бог загробного мира Птах — Сокар — Осирис.
Праздник Сокара в птолемеевский период связывали с поворотом солнца к весне. Не носил отрицательных черт.